# Paya Baning
Paya Baning is een bestuurslaag in het regentschap Bener Meriah van de provincie Atjeh, Indonesië. Paya Baning telt 334 inwoners (volkstelling 2010).